# Береговая (Талицкий муниципальный округ)
Береговая — деревня в Талицком городском округе Свердловской области, Россия.

## Географическое положение
Деревня Береговая муниципального образования «Талицкого городского округа» Свердловской области находится на расстоянии 29 километров (по автотрассе в 31 километрах) к югу от города Талица, на правом берегу реки Беляковка (правый приток реки Пышма). В окрестностях деревни, в 0,5 километрах проходит автотрасса Талица – Бутка.

## Население
| 2002 | 2010 | 2021 |
| ---- | ---- | ---- |
| 175  | ↘125 | ↗126 |